# مارکو گورزگنو
مارکو گورزگنو (انگلیسی: Marco Gorzegno؛ زادهٔ ۹ ژوئن ۱۹۸۱) بازیکن فوتبال اهل ایتالیا است.
از باشگاه‌هایی که در آن بازی کرده‌است می‌توان به باشگاه فوتبال اسپتزیا، باشگاه فوتبال یوونتوس، باشگاه فوتبال برشا، باشگاه فوتبال ساسولو، باشگاه فوتبال امپولی، و باشگاه فوتبال یووه استابیا اشاره کرد.